# Abborrtjärnen (Björna socken, Ångermanland, 706299-164160)
Abborrtjärnen är en sjö i Örnsköldsviks kommun i Ångermanland och ingår i Husåns huvudavrinningsområde. Sjön har en area på 0,0454 kvadratkilometer och ligger 185,8 meter över havet.

## Delavrinningsområde
Abborrtjärnen ingår i det delavrinningsområde (706461-164147) som SMHI kallar för Mynnar i Långvattnet. Medelhöjden är 214 meter över havet och ytan är 10,87 kvadratkilometer. Det finns inga avrinningsområden uppströms utan avrinningsområdet är högsta punkten. Vattendraget som avvattnar avrinningsområdet har biflödesordning 3, vilket innebär att vattnet flödar genom totalt 3 vattendrag innan det når havet efter 55 kilometer. Avrinningsområdet består mestadels av skog (76 procent). Avrinningsområdet har 0,11 kvadratkilometer vattenytor vilket ger det en sjöprocent på 1 procent.